# 酪酸メチル
酪酸メチル（らくさんメチル英: methyl butyrate）は、化学式C3H7COOCH3で表される酪酸エステルの一種。ブタン酸メチルとも呼ばれる。食品用香料に用いられ、天然には多くの果実類に存在する。

## 用途
主にフルーツ系フレーバーとして、17 - 220ppmほど使用される。香料用途としては井上香料製造所やシグマアルドリッチが製造する。近年ではバイオディーゼル燃料としての利用も研究されている。

## 安全性
引火性が強く、日本の消防法では危険物第4類・第1石油類に分類される。動物実験での半数致死量（LD50）は、ラットへの経口投与・ウサギへの経皮投与とも5g/kg以上。